# Массовое убийство в Конгсберге
Массовое убийство в Конгсберге — массовое убийство, совершённое 37-летним гражданином Дании в норвежском городе Конгсберг. Подозреваемый был вооружён луком, стрелами и ножом. Было убито 5 человек, ранено ещё 3. Правительство назвало нападение терактом. Нападение стало вторым по числу жертв в истории Норвегии после терактов 2011 года.

## Ход событий
Полиция была впервые уведомлена о человеке, идущем по Конгсбергу с луком и стрелами в 18:12 по местному времени. После получения первых звонков на место нападения был направлен патрульный автомобиль, за которым последовали ещё три.
Вооружённые офицеры впервые встретились со злоумышленником через шесть минут после первых звонков, он выпустил в них несколько стрел и сбежал. По словам начальника полиции, после этого он совершил нападение на людей.
Сообщается, что сначала преступник напал на людей в супермаркете Coop Extra, а затем вышел на улицу.
Полиция сообщает, что он также использовал нож.
Полиция оцепила несколько районов города. В конечном итоге подозреваемый был арестован в 18:47, через 35 минут после начала убийств. По словам начальника полиции, в момент ареста был произведен предупредительный выстрел.
На месте происшествия были задействованы 22 полицейские машины, более десяти машин скорой помощи и два вертолёта.

## Жертвы и раненые
В результате нападения погибли пять человек в возрасте от 50 до 70 лет, ещё трое получили ранения. Среди погибших было четыре женщины и один мужчина, в том числе известная немецкая неофолк-вокалистка Андреа Небель (Nebelhexë, Hagalaz' Runedance).

## Личность подозреваемого
Подозреваемым в убийствах оказался 37-летний гражданин Дании Эспен Андерсен Бротен (норв. Espen Andersen Bråthen), который, по мнению властей, действовал в одиночку. Он родился в Норвегии в семье матери датчанки и отца норвежца. На момент нападения жил в Конгсберге. Ранее уже был судим за кражи со взломом, хранение марихуаны и угрозы убийством в отношении членов семьи.
В 2016 году Бротен принял ислам.
Полиция впервые узнала о нём в 2015 году и в последний раз встречалась с Бротеном в 2020 году; они были обеспокоены его возможными экстремистскими взглядами.
В 2017 году друг Бротена сообщил о нём в полицию после того, как он опубликовал два видео в Интернете, заявив, что он мусульманин и ему поступило предупреждение. Друг посчитал, что Бротен представляет угрозу. После изучения видеозаписей и допроса Бротена полиция установила, что сделанные в них заявления не содержали никаких угроз.
В 2018 году полиция уведомила о нём медицинские службы и оценила его как серьёзно психически больного и неспособного совершить террористический акт.

## Расследование
Подозреваемый был доставлен в полицейский участок в Драммене. Его адвокат заявил, что Бротена допрашивали более трёх часов, он сотрудничал с властями и признался в нападении.
Затем полиция перевела подозреваемого под опеку медицинских служб. Ему было предъявлено обвинение в убийстве пяти человек и нанесении телесных повреждений нескольким другим. Полиция назвала нападение терактом, но не исключает другие мотивы.

## Последствия
Норвежским полицейским, которые обычно не вооружены, после нападения было приказано носить огнестрельное оружие. Уровень национальной угрозы в стране не изменился.
Был поднят вопрос о неспособности полиции остановить нападение во время их первой встречи с преступником; констебли в Норвегии должны быть обучены немедленно реагировать на инцидент, не дожидаясь других подразделений.
На следующий день после нападения на всех общественных зданиях были приспущены флаги, на ступенях Конгсбергской церкви были зажжены свечи в память о погибших.